# Lilly Lexfors
Lilly Lexfors, född 2013, är en svensk barnskådespelare. Hon har varit med i filmerna Länge leve bonusfamiljen och UFO Sweden, i musikalen Djungelboken - The Musical, samt i SVT:s hyllningsvideo till Abba, Thank You for the Music